# Wolf Girl & Black Prince
Wolf Girl & Black Prince (オオカミ少女と黒王子?, Ōkami shōjo to kuro ōji, lett. "La ragazza lupo e il principe nero") è un manga shōjo scritto e disegnato da Ayuko Hatta, serializzato sulla rivista Bessatsu Margaret della Shūeisha dal 13 giugno 2011 al 13 maggio 2016. Un adattamento anime, prodotto dalla TYO Animations, è stato trasmesso in Giappone dal 5 ottobre al 21 dicembre 2014. Un film live action basato sulla serie è uscito nelle sale cinematografiche giapponesi il 28 maggio 2016. In Italia i diritti del manga sono stati acquistati dalla Star Comics, mentre l'anime è stato distribuito dalla Yamato Video.

## Trama
La storia ruota intorno ad Erika Shinohara, una ragazza vanitosa di sedici anni che racconta alle sue amiche le sue gesta romantiche, ma che in realtà non ha un fidanzato. Erika dichiara infatti di stare insieme a un bellissimo ragazzo ritratto in una foto, ma la sfortuna vuole che proprio quel ragazzo si riveli essere un suo compagno di scuola piuttosto popolare di nome Kyōya Sata. Incastrata in questa situazione imbarazzante, Erika decide quindi di tentare il tutto per tutto facendo diventare Kyōya il suo finto fidanzato, cosa che disgraziatamente non fa altro che peggiorare le sue condizioni: Kyōya infatti, all'apparenza un ragazzo dolce, è in realtà un tipo ultra sadico senza cuore che, subito dopo aver scoperto ogni cosa, sfrutta le debolezze di Erika per trattarla letteralmente come un cane.

## Personaggi

Kyōya Sata ed Erika Shinohara

Erika Shinohara (篠原エリカ?, Shinohara Erika)
Doppiata da: Kanae Itō (ed. giapponese), Jessica Grossule (ed. italiana)
Una studentessa liceale che mente alle sue amiche raccontando loro di avere un fidanzato. Siccome le sue storie iniziano a mancare di credibilità, scatta la foto di un bel ragazzo che vede per strada per spacciarlo per il suo compagno, ma in seguito si scopre che proprio quella persona, Kyōya Sata, è in realtà uno studente molto popolare della sua stessa scuola. Dopo averlo pregato di reggerle il gioco, Kyōya accetta di aiutarla a condizione però che lei diventi il suo "cagnolino". Nonostante il suo atteggiamento crudele nei suoi confronti, Erika alla fine si innamora di lui e tenta in ogni modo di guadagnarsi il suo affetto.
Kyōya Sata (佐田 恭也?, Sata Kyōya)
Doppiato da: Takahiro Sakurai (ed. giapponese), Stefano Zanelli (1º doppiaggio), Riccardo Sarti (2º doppiaggio) (ed. italiana)
Il ragazzo ritratto nella foto scattata da Erika. A scuola è noto col titolo "il principe", in quanto è estremamente bello e il suo comportamento è gentile ed educato. Tuttavia, dopo che Erika gli chiede di diventare il suo finto fidanzato, si rivela essere un tipo estremamente sadico che non esita a sfruttare la situazione per ricattarla, tormentarla e trattarla come il suo cagnolino domestico. Comunque, col passare del tempo, inizia a preoccuparsi per lei e a diventare geloso ogni volta che si avvicina a qualche altro ragazzo. Di conseguenza, sviluppa un atteggiamento protettivo nei suoi confronti, fino a rendersi conto effettivamente di amarla e di non ritenerla semplicemente un passatempo. Ha una sorella maggiore che condivide più o meno le sue tendenze sadiche, e una madre piuttosto strampalata che ama divertirsi.
Ayumi Sanda (三田亜由美?, Sanda Ayumi)
Doppiata da: Ai Kayano (ed. giapponese), Eleonora Armaroli (ed. italiana)
Una ragazza dai capelli corti che conosce Erika sin dall'inizio della serie e che è la sua unica vera amica a conoscenza della bugia del "falso fidanzato". Al primo anno capita nella stessa classe di Kyōya.
Takeru Hibiya (日比谷健?, Hibiya Takeru)
Doppiato da: Yoshimasa Hosoya (ed. giapponese), Alberto Tacuia (1º doppiaggio), Ezio Vivolo (2º doppiaggio) (ed. italiana)
Il migliore amico di Kyōya ai tempi delle scuole medie. È un ragazzo attraente dalla personalità semplice e chiara che cerca di aiutare Erika a far innamorare Kyōya di lei.
Nozomi Kamiya (神谷望?, Kamiya Nozomi)
Doppiato da: Yoshitsugu Matsuoka (ed. giapponese), Roberto Giovenco (ed. italiana)
Un ragazzo molto appariscente che frequenta lo stesso anno di Erika e Kyōya. È una sorta di playboy che non ha problemi a ricordarsi i nomi di tutte le persone che incontra, soprattutto quelli delle belle ragazze. Dopo aver incontrato Kyōya per la prima volta, si convince che egli e lui siano fatti della stessa pasta e quindi tenta di fargli lasciare Erika, ritenendo che fosse sprecato per una sola ragazza. Siccome Kyōya però non demorde, col passare del tempo Nozomi capisce chi tra i due è veramente in errore, iniziando a desiderare quindi anche lui un'unica persona speciale tutta per sé.
Yū Kusakabe (日下部 憂?, Kusakabe Yū)
Doppiato da: Ayumu Murase (ed. giapponese), Marco Pedrazzi (ed. italiana)
Un ragazzo emarginato, timido e piuttosto insicuro di sé, che viene definito "un codardo" da Kyōya. Erika fa amicizia con lui dopo aver scoperto che sotto il suo aspetto impacciato si nasconde una persona sincera e di buon cuore. Così facendo, Yū si innamora di Erika e, non sopportando di vederla soffrire per Kyōya, le confessa di avere una cotta per lei. Siccome Erika gli risponde che nonostante tutto ama ancora Kyōya, Yū accetta i suoi sentimenti di buon grado, avvertendo Kyōya di non ferirla mai più. Più tardi si fidanza con una sua compagna di classe di nome Ryoku Edano.
Marin Tachibana (立花 マリン?, Tachibana Marin)
Doppiata da: Mariya Ise (ed. giapponese), Francesca Grisenti (1º doppiaggio), Anna Belluzzi (2º doppiaggio) (ed. italiana)
Un'amica e compagna di classe di Erika. È una ragazza superficiale che dà molto peso all'aspetto e che ama gli accessori appariscenti. Lei ed Aki parlano quasi solo ed esclusivamente dei rispettivi fidanzati, elogiandoli a più non posso per suscitare invidia nell'una o nell'altra.
Aki Tezuka (手塚 愛姫?, Tezuka Aki)
Doppiata da: Mikako Komatsu (ed. giapponese), Sara Pendin (ed. italiana)
Un'altra amica e compagna di classe di Erika. È una ragazza dalle unghie decorate che conosceva Marin già da prima dell'inizio della scuola.
Yoshito Kimura (木村良人?, Kimura Yoshito)
Doppiato da: Nobunaga Shimazaki (ed. giapponese), Leonardo Del Bianco (1º doppiaggio), Luca Venanzi (2º doppiaggio) (ed. italiana)
Un ragazzo allo stesso anno di Erika che tenta di farla innamorare di lui per vendicarsi di Kyōya.
Reika Sata (佐田 怜香?, Sata Reika)
Doppiata da: Mai Nakahara (ed. giapponese), Elena Berto (ed. italiana)
La sorella maggiore di Kyōya, la quale condivide la sua stessa personalità ed è piuttosto autoritaria con lui.
Hitomi Sata (佐田 瞳?, Sata Hitomi)
Doppiata da: Aya Hisakawa (ed. giapponese), Luana Congedo (ed. italiana)
La madre di Kyōya e Reika, una donna estremamente eccentrica e strampalata che ama il divertimento.

## Media

### Manga
Il manga, scritto e disegnato da Ayuko Hatta, è stato serializzato sul Bessatsu Margaret della Shūeisha dal 13 giugno 2011 al 13 maggio 2016. I vari capitoli sono stati raccolti in sedici volumi tankōbon, che sono stati pubblicati tra il 25 ottobre 2011 e il 25 maggio 2016. In Italia la serie è stata acquistata da Star Comics e pubblicata da novembre 2013.

#### Volumi
| Nº | Data di prima pubblicazione                 | Data di prima pubblicazione                                                     | Data di prima pubblicazione | Data di prima pubblicazione |
| Nº | Giapponese                                  | Giapponese                                                                      | Italiano                    | Italiano                    |
| -- | ------------------------------------------- | ------------------------------------------------------------------------------- | --------------------------- | --------------------------- |
| 1  | 25 ottobre 2011                             | ISBN 978-4-08-846715-3                                                          | 21 novembre 2013            | ISBN 978-88-6420-783-4      |
| 2  | 25 gennaio 2012                             | ISBN 978-4-08-846742-9                                                          | 23 gennaio 2014             | ISBN 978-88-6420-867-1      |
| 3  | 25 aprile 2012                              | ISBN 978-4-08-846768-9                                                          | 20 marzo 2014               | ISBN 978-88-6420-944-9      |
| 4  | 24 agosto 2012                              | ISBN 978-4-08-846819-8                                                          | 22 maggio 2014              | ISBN 978-88-6920-025-0      |
| 5  | 25 dicembre 2012                            | ISBN 978-4-08-846870-9                                                          | 24 luglio 2014              | ISBN 978-88-6920-022-9      |
| 6  | 24 maggio 2013                              | ISBN 978-4-08-845046-9                                                          | 25 settembre 2014           | ISBN 978-88-6920-062-5      |
| 7  | 25 settembre 2013                           | ISBN 978-4-08-845101-5                                                          | 27 novembre 2014            | ISBN 978-88-6920-190-5      |
| 8  | 25 dicembre 2013                            | ISBN 978-4-08-845145-9                                                          | 22 gennaio 2015             | ISBN 978-88-6920-207-0      |
| 9  | 11 aprile 2014                              | ISBN 978-4-08-845190-9                                                          | 26 marzo 2015               | ISBN 978-88-6920-335-0      |
| 10 | 25 settembre 2014 (ed. regolare & speciale) | ISBN 978-4-08-845266-1 (ed. regolare) ISBN 978-4-08-908228-7 (ed. con drama-CD) | 20 maggio 2015              | ISBN 978-88-6920-358-9      |
| 11 | 25 novembre 2014                            | ISBN 978-4-08-845301-9                                                          | 23 luglio 2015              | ISBN 978-88-6920-468-5      |
| 12 | 24 aprile 2015                              | ISBN 978-4-08-845381-1                                                          | 27 gennaio 2016             | ISBN 978-88-6920-655-9      |
| 13 | 25 agosto 2015                              | ISBN 978-4-08-845431-3                                                          | 27 luglio 2016              | ISBN 978-88-226-0134-6      |
| 14 | 25 novembre 2015                            | ISBN 978-4-08-845483-2                                                          | 21 dicembre 2016            | ISBN 978-88-226-0414-9      |
| 15 | 25 aprile 2016                              | ISBN 978-4-08-845540-2                                                          | 26 aprile 2017              | ISBN 978-88-226-0566-5      |
| 16 | 25 maggio 2016                              | ISBN 978-4-08-845577-8                                                          | 26 luglio 2017              | ISBN 978-88-226-0646-4      |

### Anime
La serie televisiva anime, prodotta dalla TYO Animations e diretta da Ken'ichi Kasai, è andata in onda sulla Tokyo MX dal 5 ottobre 2014 al 13 gennaio 2015. Le sigle di apertura e chiusura sono rispettivamente Love Good Time degli SpecialThanks e Ōkami Heart (オオカミハート?, Ōkami Hāto) di Oresama. In Italia gli episodi sono stati doppiati in italiano nel 2014/2015 e trasmessi dalla Yamato Video prima in streaming, in contemporanea col Giappone, su YouTube e poi su Man-ga, mentre in altre parti del mondo la serie è stata distribuita da Crunchyroll. In America del Nord, invece, i diritti sono stati acquistati dalla Sentai Filmworks. Un episodio OAV è stato pubblicato insieme al dodicesimo volume del manga il 24 aprile 2015.
Il 21 ottobre 2021 Yamato Video ha annunciato il ridoppiaggio italiano della serie riconfermando in parte il cast del primo doppiaggio. Il secondo doppiaggio è stato reso disponibile il 14 gennaio 2022 sul canale Anime Generation di Prime Video.

#### Episodi
| Nº | Titolo italiano Giapponese 「Kanji」 - Rōmaji                                                      | In onda          | In onda          |
| Nº | Titolo italiano Giapponese 「Kanji」 - Rōmaji                                                      | Giapponese       | Italiano         |
| 1  | Rovinarsi con le proprie mani - Liar 「自縄自縛 -Liar-」 - Jijō jibaku -Liar-                      | 5 ottobre 2014   | 28 ottobre 2014  |
| 2  | Colpo di testa - First love 「軽挙妄動 -First love-」 - Keikyomōdō -First love-                    | 12 ottobre 2014  | 4 novembre 2014  |
| 3  | All'improvviso - Fall in 「急転直下-Fall in-」 - Kyūtenchokka -Fall in-                            | 19 ottobre 2014  | 11 novembre 2014 |
| 4  | Angoscia quotidiana - Love attack 「日々悶々-Love attack-」 - Hibi monmon -Love attack-            | 26 ottobre 2014  | 18 novembre 2014 |
| 5  | Una difesa inespugnabile - Christmas eve 「難攻不落-Christmas eve-」 - Nankōfuraku -Christmas eve- | 2 novembre 2014  | 25 novembre 2014 |
| 6  | Sul piede di guerra - Valentine day 「臨戦態勢-Valentine day-」 - Rinsen taisei -Valentine day-    | 9 novembre 2014  | 2 dicembre 2014  |
| 7  | Amore reciproco - White day 「落花流水-White day-」 - Rakka ryūsui -White day-                     | 16 novembre 2014 | 9 dicembre 2014  |
| 8  | Contraddizioni - Spring storm 「二律背反-Spring storm-」 - Niritsuhaihan -Spring storm-            | 23 novembre 2014 | 16 dicembre 2014 |
| 9  | Inganni - Wake up 「手練手管-Wake up-」 - Terentekuda -Wake up-                                    | 30 novembre 2014 | 23 dicembre 2014 |
| 10 | Fatica sprecata - Happy birthday 「掉棒打星-Happy birthday-」 - Tōbōdase -Happy birthday-          | 7 dicembre 2014  | 30 dicembre 2014 |
| 11 | Una situazione critica - Judgement 「一触即発-Judgement-」 - Isshokusokuhatsu -Judgement-          | 14 dicembre 2014 | 6 gennaio 2015   |
| 12 | Richiesta insistente - I love you 「愛及屋烏-I love you-」 - Aikyū okuu -I love you-               | 21 dicembre 2014 | 13 gennaio 2015  |

## Accoglienza
Il settimo volume del manga ha raggiunto la quarta posizione nella classifica settimanale di Oricon del 23–29 settembre 2013 grazie alla vendita di 102 872 copie.

## Cast live action
- Fumi Nikaidō
- Kento Yamazaki
- Nobuyuki Suzuki
- Mugi Kadowaki
- Ryusei Yokohama
- Erika Shinohara
- Elaiza Ikeda
- Tina Tamashiro
- Ryō Yoshizawa
- Nanao (modella)
- Aki Tazuka
- Riria Kojima
- Rena Takeda
- Yuki Yamada
- Megumi Abe